# Aeroportul Regional Barkley
Aeroportul Regional Barkley (IATA: PAH, ICAO: KPAH, FAA LID: PAH) este un aeroport din Kentucky, Statele Unite ale Americii ce deservește zona Paducah⁠(d). Aeroportul a fost tranzitat în 2019 de 35.964 de pasageri.
Situat la o altitudine de 125 m, aeroportul dispune de 2 piste.

## Infrastructură

### Piste
Aeroportul dispune de 2 piste. Pista 04/22 are suprafața de asfalt și dimensiunile 6.500 picioare × 150 picioare. Pista 14/32 are suprafața de asfalt și dimensiunile 5.499 picioare × 150 picioare. 